# ジョニーケーキ

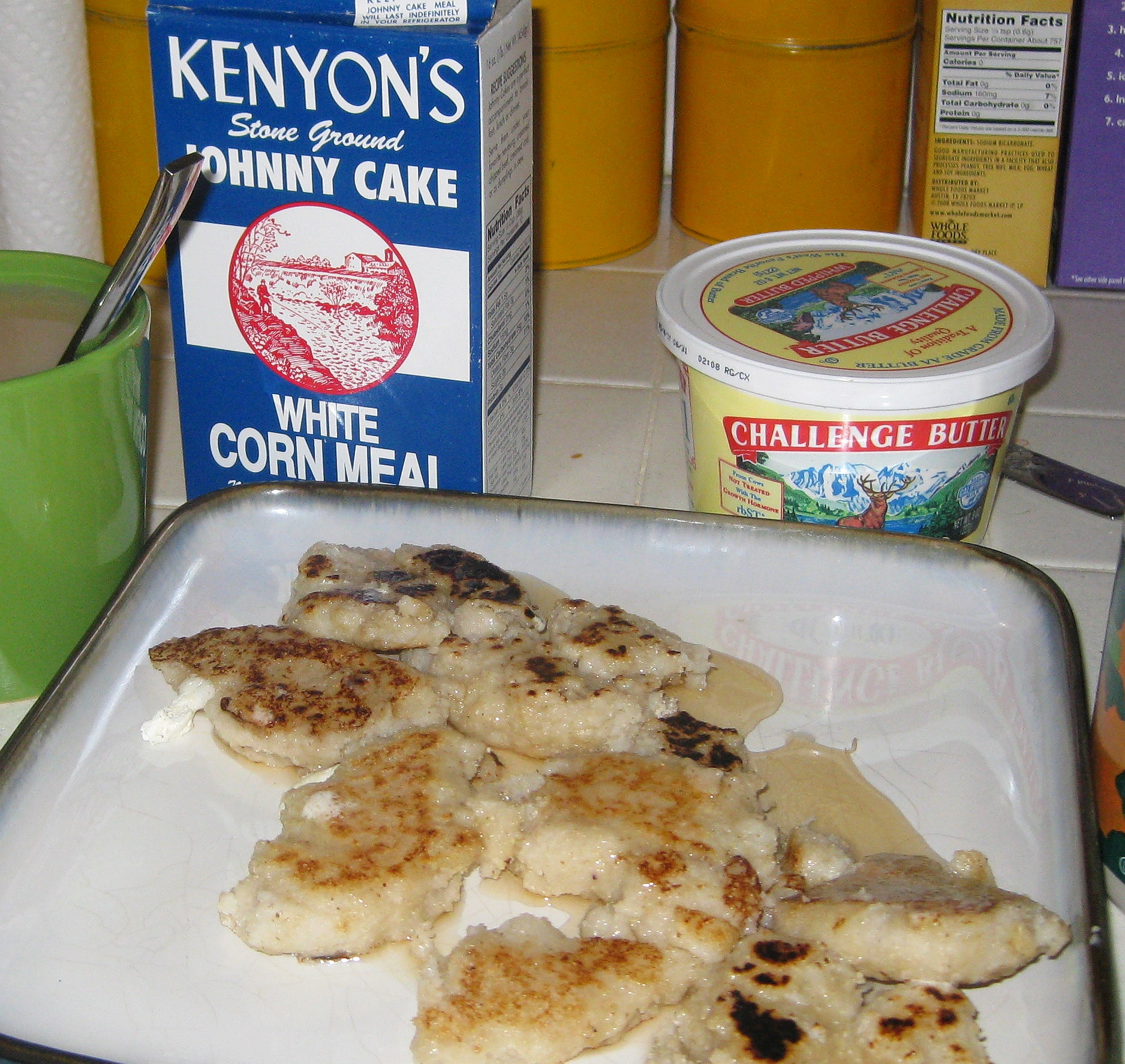
手作りのジョニーケーキ

ジョニーケーキ（英語: johnnycake、journey cake）は、コーンミールから作られるパン（コーンブレッド）の一種。アメリカ合衆国を代表するケーキとされる。

## 概要
トウモロコシの粉を使うコーンブレッドの最も古い形であり、歴史が長いぶん、バリエーションも豊富である。
アメリカ合衆国ロードアイランド州ではジョニーケーキが「名物」とされている。

## 作り方
様々な作り方がある。
- コーンミールを熱湯で練り[注釈 1]、フライパンで厚めに焼く[2]。
- コーンミールのサラサラ生地を薄くパリパリに焼き上げる[2]。

バハマはアメリカ合衆国南部と共通した食文化も多く、ジョニーケーキも食されているが、コーンミールではなく小麦粉に砂糖を加えて作られることが多い。

## 食べ方
様々な食べ方がされており、いろいろと主張もある。
- 甘みをつけたバターやシロップ類をかけて食べる[2]。
  - パンケーキとは異なるので、バター以外のもの（メープルシロップなど）を添えるのは邪道とする意見もある[2]。
- フォークを使わずに手で持って食べてもよい[2]。

## 名称
名前については諸説あり、以下は一例である。
- 旅（journey）する際に適したパンだから[2]。
- インディアン部族のひとつショーニー族に由来[2]。
- イングランド北西部のランカシャーのオーツ麦で作るパンjannockに由来[2]。